# 법의독물학
법의독물학은 특정 약물의 사용 여부와 사용 분량을 판별하는 법의학의 한 종류로, 중독학 또는 재판화학이라고도 일컫는다. 화학적인 분석 방법과 기술이 발달함에 따라 함께 발전한다. 법의독물학은 정량검사(定量檢査)와 정성검사(定性檢査)로 나뉜다. 다만, 법의독물학에서 대상으로 삼는 물질의 농도는 대개 치사량에 해당하므로 정성검사를 보다 중요하게 여기는 경향이 있다.
- 정량검사(定量檢査): 특정 물질이 얼마나 많이 존재하느냐에 대한 검사를 말한다.
- 정성검사(定性檢査): 어떤 물질이 존재하느냐에 대한 검사를 말한다.

## 같이 보기
- 독물학